# Hasadát
Hasadát falu (románul Hășdate) Romániában, Erdélyben,  Kolozs megyében.

## Története
Hasadát Árpád-kori település. Nevét 1278-ban már említette oklevél t. Hasadad néven.
Későbbi névváltozatai: 1297-ben Peturd Hasadata, 1456-ban Hosdath, 1733-ban Hesdadt, 1750-ben Hesdate, 1760–2 között Hesdád, 1808-ban és 1888-ban Hesdát, 1913-ban Hasadát.
1285-ben a Hesdáti (létai) uradalomhoz tartozott, és a Suki csalás birtoka volt. A Sukiak birtokmegosztásakor Hesdátot az e családból való Demeter és Domokos kapta (Gy 3: 372. Szentlászlónál).
1456-ban és 1500-ban p. Hosdath. Léta vár tartozéka volt.  1478-ban egy oklevél adatai szerint Hosdath-i Ferenc két jobbágytelket vett zálogba Szentiványon, majd Szentiványi Antal Szentivány határában a Maros vagy Lúc folyón lévő malomhelyét engedte át Hosdath-i Ferencnek.
A falu a trianoni békeszerződésig Torda-Aranyos vármegye Alsójárai járásához tartozott. 1930-ban különvált Járavize település.

## Lakossága
1850-ben a 828 fős településnek már csak egy magyar lakosa volt. 1910-ben az 1317 fős faluban 81 fő vallotta magát magyarnak (4 fő német, 8 fő szlovák). 1992-ben 653 fős lakossága 2 magyar kivételével román származású volt.
1850-ben 821 görögkatolikus és 7 római katolikus hívő élt a településen. 1910-ben 106 ortodox, 1118 görögkatolikus, 39 római katolikus, 32 református, 6 unitárius és 16 izraelita hívőt számoltak. 1992-ben 532 fő ortodox, 76 fő görögkatolikus és 1 fő baptista és 44 lélek pünkösdista hitű volt.

## Nevezetességek
- Mai ortodox temploma 1805-ben épült.